# コウモリガ
コウモリガ（蝙蝠蛾、学名：Endoclita excrescens）は、チョウ目・コウモリガ科に分類されるガの一種。別名「ナミコウモリ」。

## 分布
日本（北海道から九州、対馬、屋久島）、朝鮮半島、ロシア（アムール地方、沿海地方）、中国東北部に分布する。

## 特徴
開張は雄で45-91mm、雌で69-126mm。蛹の体長は43-71mm。終齢幼虫の体長は70-85mm。
成虫は薄明時に活発に飛ぶため、コウモリガと呼ばれる。
ヤナギ、アカメガシワ、クリ、スギなどの多くの植物を食草・食樹とする。成虫は8-10月に出現する。交尾は薄暮時に行われる。卵は飛翔しながら空中で産卵するといわれるが、地上でも産卵するとの報告もある。総産卵数は3,000-10,000ほど。